# Kota Airport
Kota Airport är en flygplats i Indien.   Den ligger i distriktet Kota och delstaten Rajasthan, i den centrala delen av landet, 400 km söder om huvudstaden New Delhi. Kota Airport ligger 273 meter över havet.
Terrängen runt Kota Airport är platt. Runt Kota Airport är det tätbefolkat, med 591 invånare per kvadratkilometer. Närmaste större samhälle är Kota, 2,6 km norr om Kota Airport. Runt Kota Airport är det i huvudsak tätbebyggt.